# Lygodium andamanicum
Lygodium andamanicum là một loài dương xỉ trong họ Lygodiaceae. Loài này được R.D.Dixit, J.B.Bhandari & R.Mukhop. mô tả khoa học đầu tiên năm 2002.
Danh pháp khoa học của loài này chưa được làm sáng tỏ. 